# Léon Peret
Pour les articles homonymes, voir Peret (homonymie).
Léon Peret (1874-1944) est un photographe belge du début du XXe siècle, établi à Marche-en-Famenne. Le fonds photographique, issu de son travail, et remarquable par son volume, constitue une chronique de la vie quotidienne d'une ville de province entre 1910 et 1920, particulièrement durant la Première Guerre mondiale. Ce fonds est conservé intégralement au Famenne & Art Museum.

## Biographie
La vie de Léon Peret nous est inconnue dans les détails, en raison du manque de sources familiales et communales le concernant,.
Léon Peret nait à Marche-en-Famenne le 8 juin 1874. Il est l'ainé de Charles Peret, journalier, et d'Hortense Duvignon, cuisinière, native de Givonne, dans les Ardennes françaises. Devenu peintre en bâtiment et entrepreneur, il épouse le 12 octobre 1904 Léontine Delhaye, fille de boulanger. Cette alliance débouche sur l'ouverture d'un commerce de peinture et de décoration Au rouleau d'or, rue des Savoyards, à Marche,,.
Entre 1909 et 1911, le couple emménage dans une maison plus grande et mieux adaptée à l'essor d'une famille nombreuse, de sept enfants. La bâtisse est située à l'angle formé par la rue Porte Haute et la Grand'Rue, soit au cœur des artères commerçantes de la ville. Le couple Peret-Delhaye en profite pour diversifier ses activités commerciales. Au côté des articles de peinture et de décoration, le magasin, rapidement renommé Bazar Marchois, vend toutes sortes de produits non-alimentaires,,.
Rodé à la manipulation de produits chimiques de par ses activités professionnelles, Léon Peret s'adonne à la photographie à partir d'un moment indéterminé. Il installe un studio photographique dans le grenier du Bazar, dégarnissant à cet effet une partie de la toiture pour y placer deux verrières. Si la passion n'est certainement pas étrangère à sa démarche, il est possible également que le désir d'une ascension sociale ait joué en faveur de cette pratique. Les clichés sont devenus une source complémentaire de revenus pour la famille,.
Léon Peret est décédé en 1944.

### Léon Peret et la Première Guerre mondiale (1914-1918)
A l'instar de la majeure partie de la Belgique, Marche-en-Famenne est occupée par des troupes allemandes entre août 1914 et novembre 1918. Le Gouvernement-Général, principale autorité allemande d'occupation, ordonne par arrêté du 19 septembre 1914 l'interdiction de prendre toute photographie extérieure en territoire occupé sous peine de prison ou d'amende, à moins d'une autorisation délivrée par les autorités militaires locales. Si Léon Peret travaille essentiellement dans son studio intérieur, il est néanmoins habilité par les Allemands à œuvrer dans les rues de Marche et aux alentours immédiats.
Les clichés témoignent des relations complexes entre occupants et occupés.
Les soldats allemands sont représentés dans une pose sereine, parfois agressive, ce qui témoignerait de leur souci de rassurer leurs proches ainsi que de leurs préjugés sur la Belgique. Ils sont parfois accompagnés d'infirmières belges, de la Croix-Rouge, et allemandes. D'autres femmes figurent sur quelques photos. Elles sont allemandes, mais aussi belges. Faute de notes prises par Peret, le degré de consentement de ces dernières, posant avec leurs enfants, nous est inconnu.
La violence ne figure pas dans ces clichés. Des scènes de batailles, des manœuvres militaires, des personnes mortes ou blessées sont absentes du corpus. Ce constat est dû à la situation de Marche comme ville exempte d'affrontements majeurs et se situant à l'écart du front, mais aussi à la pudeur et aux limitations techniques de Peret.
Si une visée propagandiste est sous-jacente aux photos commandées par les Allemands, Léon Peret prend aussi des clichés de documents écrits, de réquisitions du bétail et de saccages à des fins de témoignage.
Fin 1918, Peret dresse le portrait de soldats de l'armée impériale britannique, venus dans la région pour veiller à l'évacuation des troupes allemandes fixée par la convention d'armistice du 11 novembre,.

## Les photographies
L'époque où opère Léon Peret est caractérisée dans l'art du portrait par la transition de la peinture vers la photographie. Des éléments picturaux continuent de subsister dans le décor des clichés de Peret: toiles peintes en arrière-plan, guéridons, statues et colonnes en plâtre, sièges confortables, tapis et fourrures. Les personnages prennent une posture figée, s'appuyant sur un élément du décor, le temps de pose étant assez long en regard de négatifs peu sensible à la lumière. Dans certaines compositions de photos, Léon Peret s'appuie sur le nombre d'or,.
Les objets représentés avec les personnes témoignent du statut de ces dernières. Les imprimés attestent la culture générale du sujet; la pipe, le cigare et le fusil constituent des attributs de masculinité; les bicyclettes font office de nouvelles montures pour la petite bourgeoisie, tandis que les voitures révèlent le prestige des plus aisés.
Léon Peret utilise des plaques de verre sensibilisées à la gélatine et à l'halogénure d'argent. Celles-ci ont été produites par Wellington & Ward (Elstree, Angleterre), Agfa (Berlin), Unger & Hoffmann (Berlin), Gevaert (Anvers) et Lumière & Jouglas (Paris). Les plaques de Peret sont en deux formats : le 13 × 18 cm pour les photos où posent de nombreuses personnes (familles, cérémonies, etc.) et le 6,5 × 9 cm pour les portraits individuels.
La valeur des clichés est plus documentaire que technique. Le matériel choisi est sur trépied et ne permet pas la prise d'instantanés. Tandis que les angles de vue sont conventionnels, les erreurs abondent en matière de surimpression et de cadrage horizontal. Léon Peret portraiture des personnes des deux sexes en part égale, de tout âge et de toute condition sociale. Il quitte son studio pour des événements particuliers et des cérémonies familiales. Des défunts sont représentés sur leurs lits de mort. Membre du Cercle catholique de la ville, Peret immortalise les membres des communautés ecclésiastiques de Marche,,.
Le fonds photographique de Léon Peret, fort de 2 964 clichés, a été retrouvé fortuitement en 2000, lors de la mise en vente de l'immeuble abritant le Bazar Marchois. Numérisé, il est aujourd'hui conservé intégralement au Famenne & Art Museum,. 

## Expositions
- 29 mars - 31 août 2015 : Gardez la pose. Léon Peret photographe marchois, Famenne & Art Museum.

## Galerie d'images

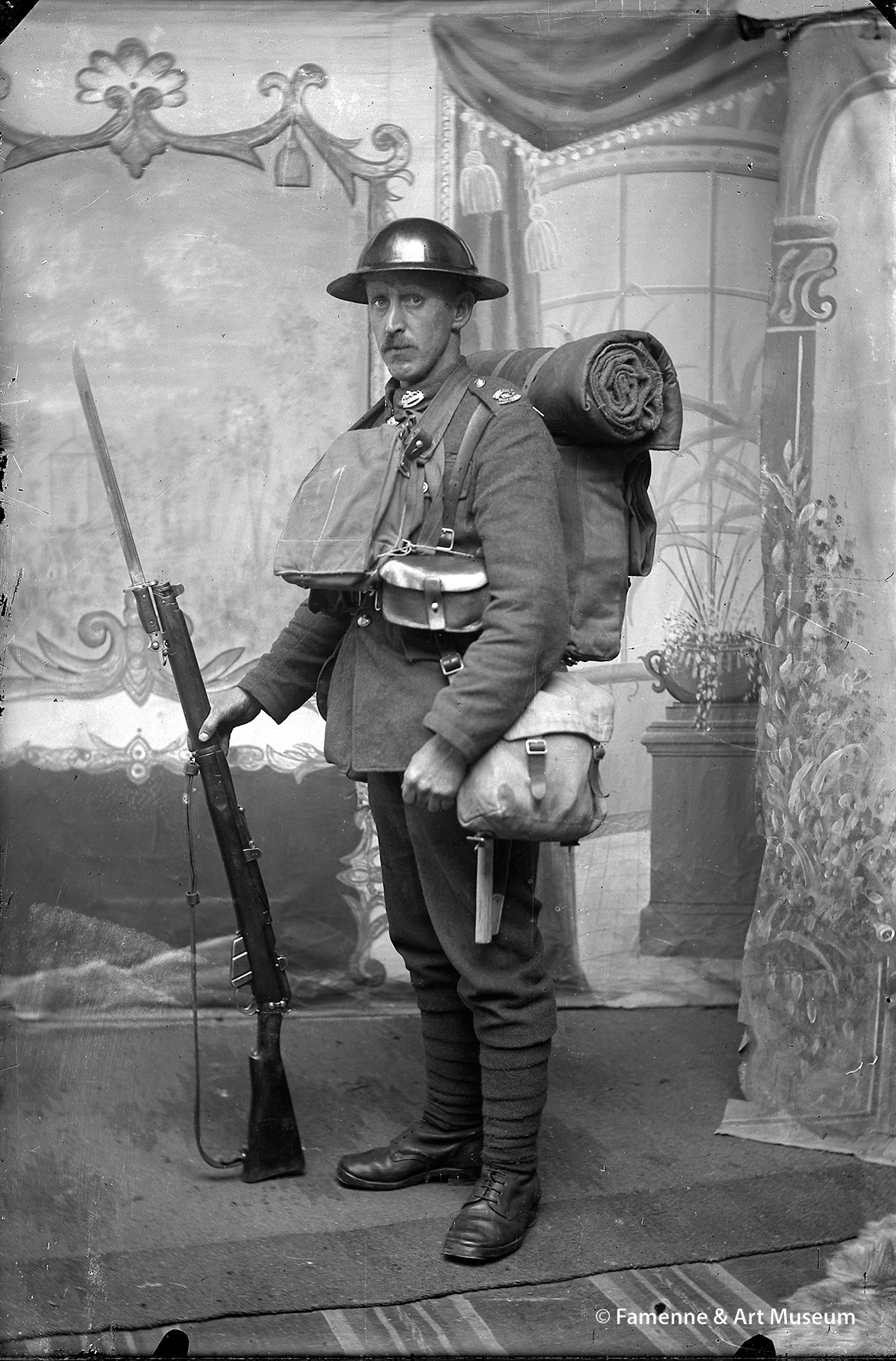
Soldat du 2nd South African Infantry Regiment, après le 11 novembre 1918, Marche-en-Famenne.
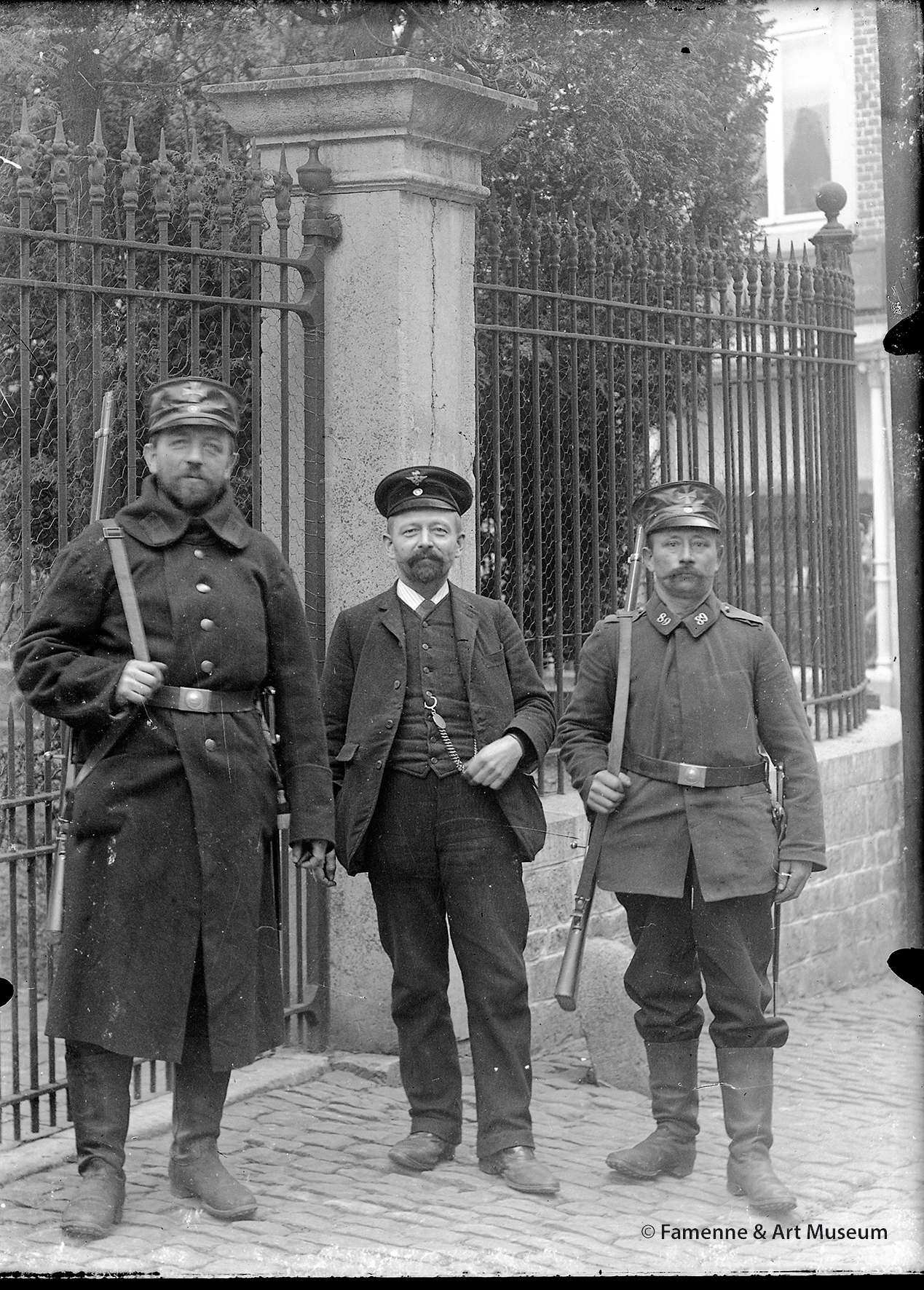
Un fonctionnaire et deux soldats allemands posent sous l'objectif de Léon Peret, à côté du portail de l'immeuble Bourguignon, à Marche-en-Famenne.
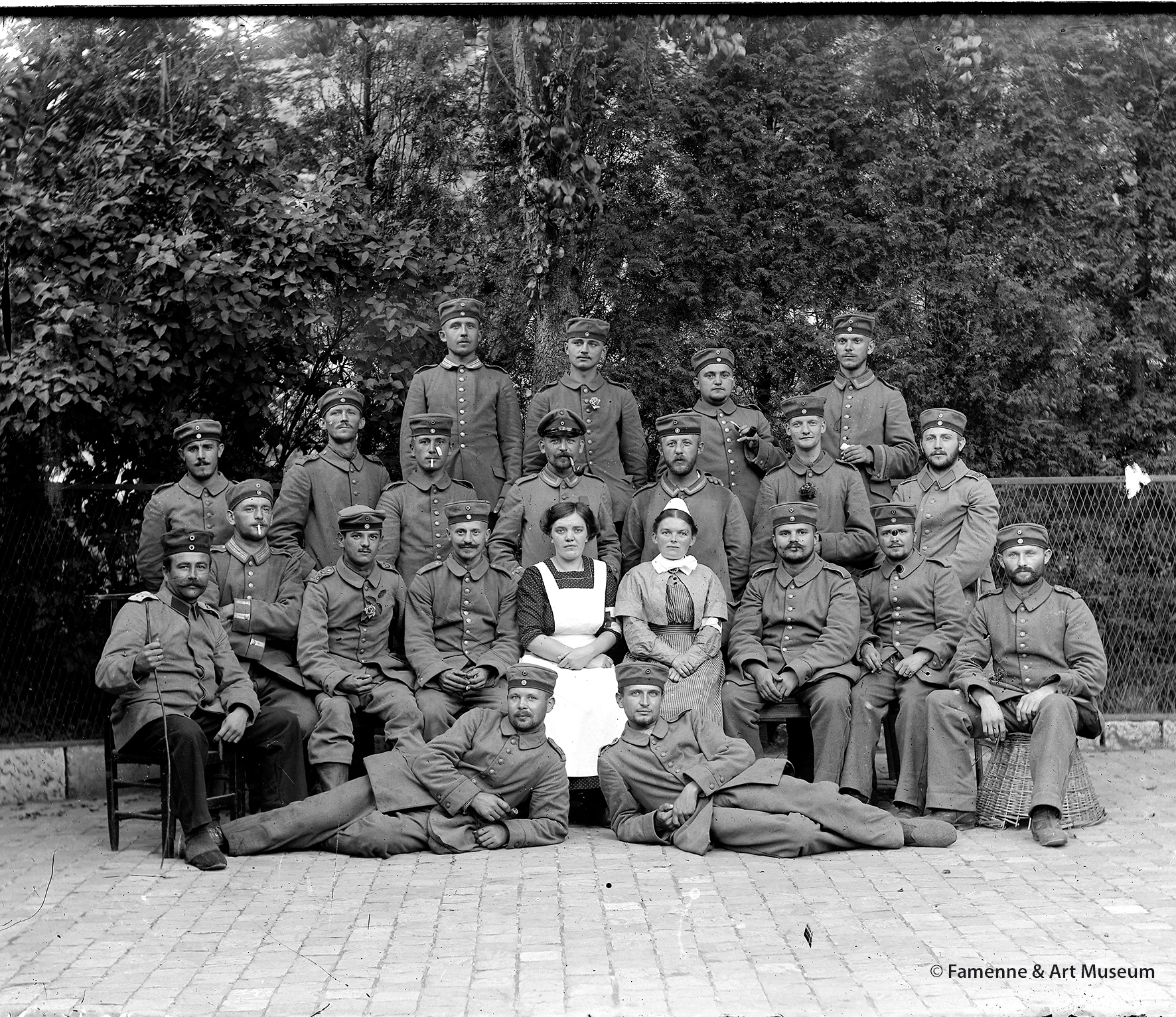
Soldats allemands posant avec deux infirmières, Marche-en-Famenne, entre septembre 1914 et octobre 1918.
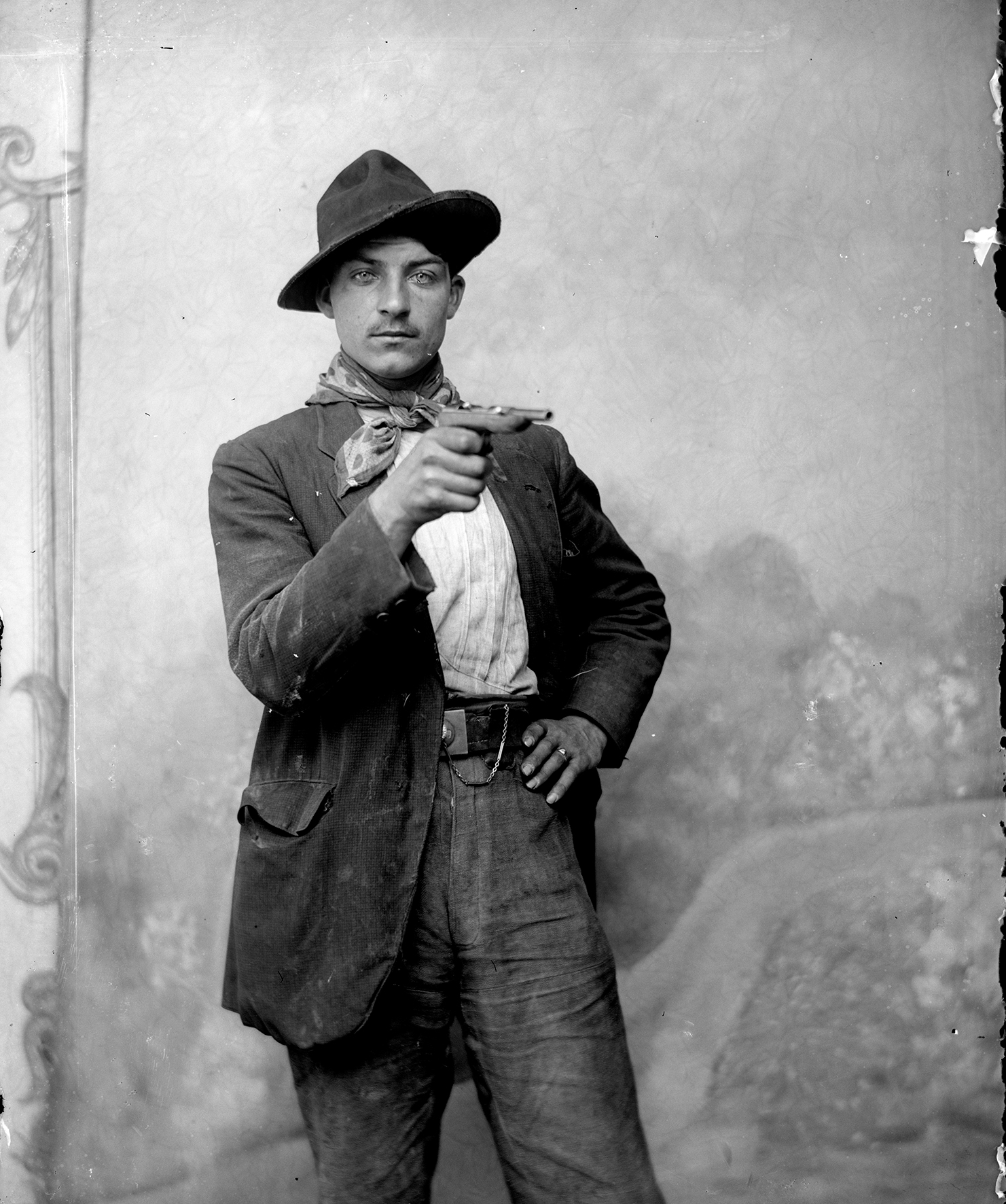
Portrait probablement d'un gitan, Marche-en-Famenne, entre 1910 et 1920.
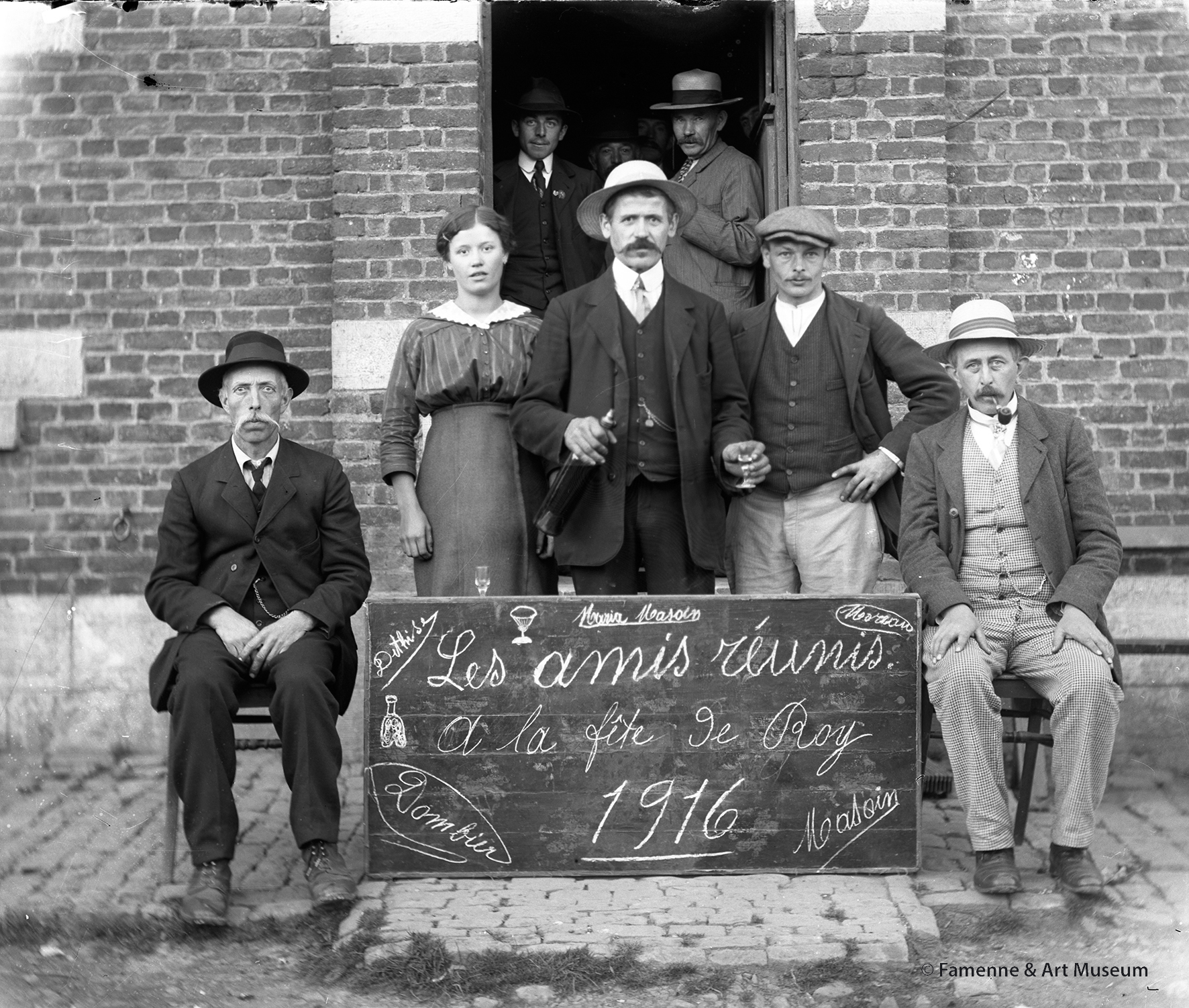
Portrait d'un groupe d'amis à Roy, près de Marche-en-Famenne, 1916.
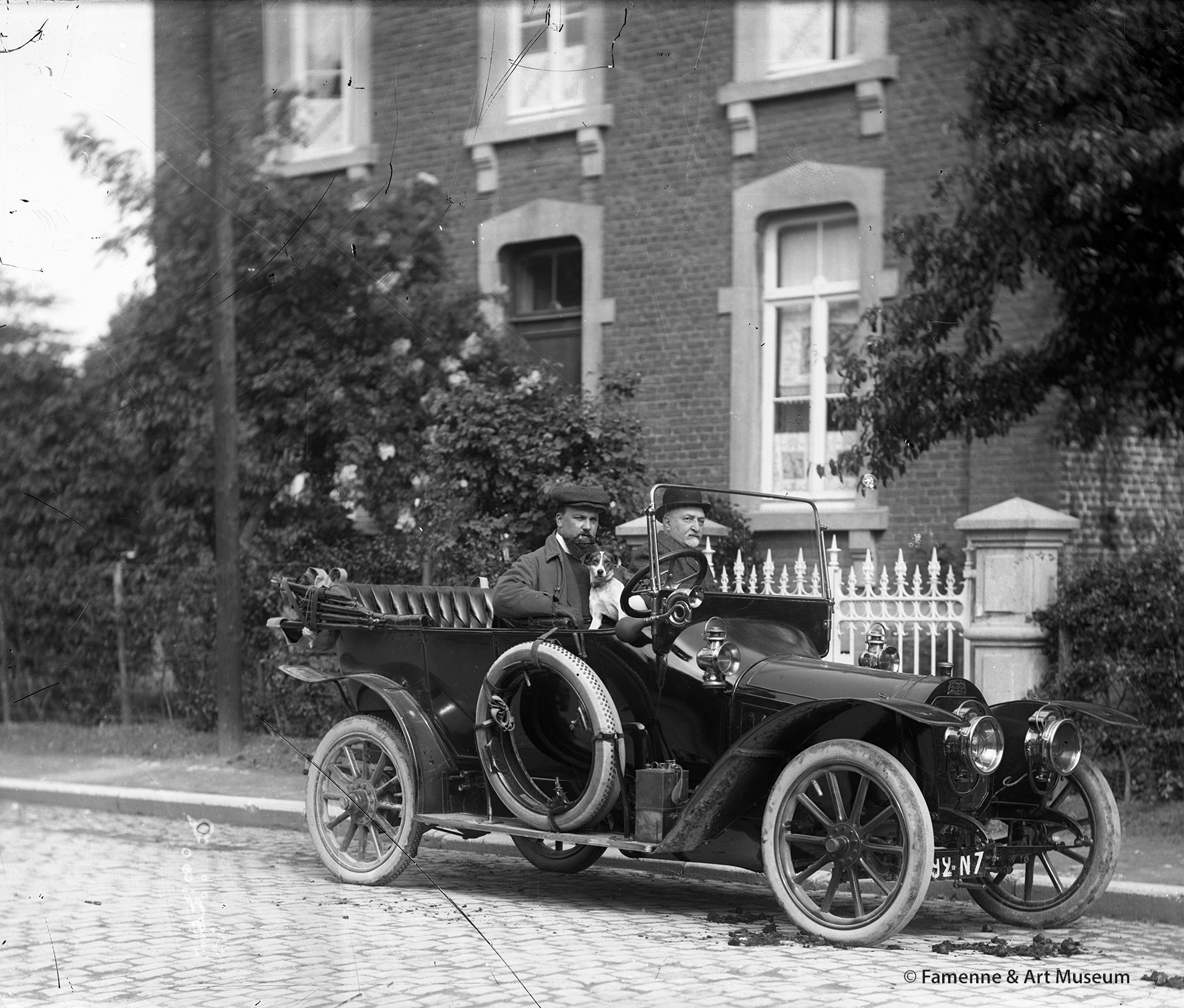
Portrait de Henri Bourguignon (1861-1948), notaire, bourgmestre de Marche-en-Famenne (1911-1921) et historien. Il est représenté à bord de sa voiture, attribut de réussite sociale, avenue de la Toison d'Or, à Marche.